# Ossa (apellido)

## Etimología
Vasca, deriva de la castellanización del vocablo vasco "otsoa o otxoa", que significa "el lobo". Son variantes del apellido Ossa, Otxoa, Osa, Otza, Otsa, Ossès, Ochoa y De la Ossa.
El “Repertorio de Blasones de la Comunidad Hispánica (escudo de la familia)” recoge para los Ossa: para Italia dos oso
Familia Ossa en España. Las hubo muy antiguas en el País Vasco, a partir de 1550. Apellido derivado, según Mogrobejo, de la voz vasca osa/ossa, “bruna, nube, frío”. De los Ossa vascos fue descendiente Martín de Ossa Ibáñez de Ossa, empadronado en Elorrio como Hijodalgo en 1575. En el Archivo General Militar de Segovia se guardan los expedientes de los oficiales: Juan Ossa, Caballería, 1809, Ossa poco frecuente y repartido por España, con sus principales asientos en las provincias de Cuenca y Madrid; asientos menores hallamos en las provincias de Albacete, Valencia, Murcia, Sevilla, Málaga, y Barcelona, etc. De los Ossa que más emigraron a América se radicaron en Chile.
El “Repertorio de Blasones de la Comunidad Hispánica (escudo de la familia)” para España, los Osa con una sola “s”, un solo Oso, para los Ossa en España recoge en azur, dos leones, de oro, en faja.
Nota: Leyendo las genealogías de Antioquia y Caldas escritas por Gabriel Arango Mejía, en su libro observó que su estudio se limitó a la genealogía española, no profundizó, lejano de estudios o vestigio histórico, de los orígenes de los apellidos llamado ¨nombres primitivo” y es como el Ossa no es de origen vasco, sino Italiano y los primeros Ossa de los que se tienen conocimiento se registran en solares en España a partir de 1550. “El primitivo”, en Italia a partir de 1183, o hasta prerromano.

## Escudo de Armas
- Blasón:Cuartelado, 1º y 4º gules, un cuerno de guerra de oro, pendiente de un anillo de oro; 2º y 3º plata el árbol y un lobo pasante al tronco.[3]
- Timbre: el yelmo penachado de dos alas de oro.
- Origen: País Vasco.[4]

## Lema
"Para voz y centinela,
de Viscaya belicosa,
se fundó la casa de Ossa,
para que siempre este en vela".

## Extensión y ubicación
País Vasco, algunas regiones de España y en América, en Chile y Colombia.